# Pouvoir fédéral de dépenser
Le pouvoir fédéral de dépenser est, au Canada, le pouvoir que possède le gouvernement fédéral de dépenser des sommes dans les sphères d'activités qui ne relèvent pas de ses compétences législatives. 
Bien que la Constitution du Canada ne mentionne pas explicitement le pouvoir de dépenser du fédéral, les dépenses publiques exercent de nos jours une influence capitale sur presque tous les aspects de la société. 
Le pouvoir fédéral de dépenser est reconnu par les tribunaux depuis 1937 avec l’arrêt sur les assurances sociales.
Le gouvernement fédéral se sert abondamment de ce pouvoir pour financer des programmes sociaux gérés normalement par les provinces.
Le pouvoir fédéral de dépenser est vu par plusieurs comme une menace à l'équilibre du fédéralisme canadien, puisqu'il permet au gouvernement fédéral de s'ingérer dans les champs de compétence des provinces.
Ainsi, le pouvoir fédéral de dépenser a permis au gouvernement fédéral de mettre en place un très grand nombre de programmes d’allocations à des individus et de subventions à des institutions ou à des gouvernements provinciaux dans des domaines de compétence provinciale. Généralement assortis de conditions spécifiques, ces programmes sont devenus des techniques de réglementation pour des secteurs entiers de responsabilité provinciale. Les paiements de péréquation à caractère inconditionnel trouvent également leur base constitutionnelle dans le pouvoir de dépenser du fédéral. Les programmes de subventions conditionnelles veulent corriger le déséquilibre fiscal et permettre aux provinces, sans effort financier disproportionné de leur population respective, de fournir à travers le Canada un niveau de services comparables dans plusieurs domaines essentiels. À l’occasion, ils placent du même coup le gouvernement fédéral dans une position de domination sur des champs de compétence provinciale comme l’éducation, la santé, la sécurité sociale, le logement et l’habitation. Ils placent également les provinces dans une situation de simples exécutantes de politiques administratives et législatives conçues au niveau fédéral.
Si le pouvoir fédéral de dépenser est devenu un puissant facteur de changement, c’est en grande partie à cause de la complexité du monde moderne, qui brouille les distinctions purement juridiques dans le partage des compétences législatives. Les problèmes de la société moderne ont souvent une dimension provinciale et une dimension nationale ou internationale. Il s’ensuit que les deux ordres de gouvernement s’intéressent souvent à un même domaine d’activité et y interviennent en utilisant la totalité de leurs compétences.
(N. B. Le gouvernement fédéral ayant le pouvoir de prélever, il a automatiquement le pouvoir de dépenser et de distribuer où bon lui semble.)
Le pouvoir fédéral de dépenser a un penchant, beaucoup plus rare : le pouvoir provincial de dépenser. Toutefois, vu l'existence d'un déséquilibre fiscal au Canada, les provinces dépensent peu ou pas hors de leurs champs de compétence.